# Sociedade Imperial de Professores de Dança
A Sociedade Imperial de Professores de Dança (do inglês Imperial Society of Teachers of Dancing, abreviado ISTD) é um conselho internacional de ensino de dança com sede em Londres (Inglaterra), estabelecida em 1904 como a Imperial Society of Dance Teachers, que oferece treinamento e exames certificados para professores de dança. O ISTD é reconhecido pela Qualifications and Curriculum Authority e pelo Council for Dance Education and Training e também é membro do British Dance Council.
O ISTD abriga várias competições em diversos formatos, incluindo Modern Ballroom, Latin American, Classical Ballet e Tap Dance, bem como estilos contemporâneos como Disco Freestyle.
O ISTD é organizado em dois conselhos principais de professores: Dancesport coordena técnicas de dança que normalmente são executadas em um salão de baile ou salão de dança. O teatro está preocupado com a performance no palco e no cinema. A Cecchetti Society também faz parte do ISTD. Existe para preservar o método Cecchetti de treinamento de balé clássico. A ISTD também está representada nos comitês de várias outras organizações relacionadas a artes, dança e cultura.

## História
A Imperial Society of Dance Teachers foi formada em 25 de julho de 1904 no Hotel Cecil em Covent Garden (Londres). Tendo Robert Morris Crompton como seu primeiro presidente. O primeiro congresso da ISTD foi realizado em 1906, posteriormente sendo anualmente realizado, com exceção de um breve período durante os anos de guerra. Sua publicação interna Dance Journal (agora intitulada DANCE) foi publicada pela primeira vez em setembro de 1907.
Em 1924 foram formados os ramos separados, que mais tarde se tornaram faculdades, e em 1925 a sociedade tornou-se a "Sociedade Imperial de Professores de Dança". Em 1945, o ISTD foi incorporado a Victor Silvester na nova função de presidente.
Em 1953, o Grande Conselho do ISTD foi formado. Pessoas notáveis de muitas áreas da sociedade britânica se juntaram ao conselho. Serve para melhorar a comunicação com pessoas-chave nas artes e na sociedade britânica.
O ISTD é mais conhecido pelo uso de testes de medalhas, e o formato ISTD tem sido usado como modelo para sistemas de premiação semelhantes por muitas outras organizações de dança. A ideia de testes de medalhas veio primeiro de outra organização de ensino de dança, mas foi o ISTD, que primeiro desenvolveu o uso generalizado do sistema de teste de medalhas em todo o Reino Unido e internacionalmente.

## Estrutura atual
O ISTD é uma organização de ensino de dança reconhecida pelo governo e uma comissão de exames, que treina e certifica professores para ministrar seu programa de estudos a alunos de educação de dança particular e regular. O ISTD oferece programas em uma variedade de estilos de dança, que normalmente são entregues na forma de testes de medalhas ou exames classificados. Um órgão de certificação credenciado, o ISTD oferece qualificações que podem ser submetidas para crédito no Quadro Nacional de Qualificações . A estrutura organizacional da ISTD está dividida em três níveis, o Conselho Administrativo, os Conselhos Docentes e os Comitês Docentes.

### Conselho administrativo
O Conselho Administrativo é responsável pela governança geral da ISTD e é composto por executivos e membros eleitos, chefiados pela presidente da ISTD, Sue Passmore. O Conselho é o principal órgão de formulação de políticas da organização e regras sobre as recomendações feitas pelos conselhos e comitês do corpo docente, que são representados no Conselho. As principais funções administrativas são desempenhadas pelos membros executivos, pela Comissão de Finanças, Auditoria e Fins Gerais e pela Comissão de Nomeações e Remunerações. O Conselho Administrativo também inclui o Grande Conselho, um grupo de eminentes profissionais da dança liderados pela Presidente Vitalícia, Dame Beryl Gray .

### Conselhos Docentes
O trabalho do ISTD é dividido em dois ramos principais; o Dancesport Faculties Board, comumente conhecido como Ballroom Branch, e o Theatre Faculties Board, comumente conhecido como Theatre Branch. Esses dois conselhos de professores coordenam o trabalho dos comitês de professores, que são agrupados para refletir as semelhanças entre eles. Por exemplo, o tabuleiro Dancesport consiste em técnicas de dança que normalmente são executadas em um ambiente de salão ou salão de dança, tanto social quanto competitivamente, enquanto o tabuleiro Theatre, como o nome sugere, consiste em técnicas de dança que geralmente têm uma conexão com o palco ou filme .
| Dancesport - Disco/Freestyle/Rock'n'Roll (DFR) Faculty - Latin American Faculty - Modern Ballroom Faculty - Sequence Faculty | Theatre - Cecchetti Society Classical Ballet - Classical Greek Dance - Classical Indian Dance - Imperial Classical Ballet - Modern Theatre Dance - National Dance - Tap Dance |

### Comitês do corpo docente
O ISTD consiste em onze comitês de faculdade, que são divididos entre os dois Conselhos de Faculdade. Cada comitê do corpo docente é responsável pelo desenvolvimento técnico e artístico de uma técnica de dança específica dentro do ISTD. O trabalho de um comitê de professores inclui o desenvolvimento contínuo dos programas da técnica de dança relevante, a regulamentação e controle de exames e a organização de palestras, cursos de formação de professores, seminários e outros eventos.

## Exames
O ISTD é principalmente um conselho de exame de dança, com professores que entregam seus programas de estudos para alunos do ensino regular e privado. A maioria das pessoas que estudam o programa ISTD são pessoas que buscam a dança como uma atividade de lazer e a organização oferece um sistema de exames estruturados que atende alunos desde o nível iniciante até o profissional. Nos níveis mais altos, os professores ISTD podem fornecer treinamento para pessoas que desejam seguir a dança como profissão, seja como artista ou professor de dança. Normalmente, a maioria dos assuntos tem uma série de exames classificados. Estes progridem do Pré-Primário e Primário e até os números das séries (Grau 1, Grau 2, etc.), com exames classificados vocacionais nos níveis Intermediário, Avançado 1 e Avançado 2. Algumas disciplinas têm sistemas de exame diferentes, algumas oferecendo testes de medalhas e outras premiações.

### Exames de nota
O sistema de notas é especialmente adaptado às diferentes idades dos alunos e como base para a dança como atividade em escolas ou outras instituições similares. Os exames de classificação podem ser feitos em Balé Clássico (métodos Cecchetti e Imperial), Teatro Moderno, Sapateado, Dança Nacional, Grego Clássico, Sul da Ásia (Kathak e Bharatanatyam), Salão de Baile Moderno, América Latina, Disco Freestyle e Sequência Clássica. Os Grades 1-6 são acreditados pela Ofqual, mas algumas Faculdades têm Grades adicionais anteriores ao Grade 1, ou seja, Pre-Primary e Primary.

### Testes de medalha
Os testes de medalha podem ser feitos em Modern Ballroom, Latin American, Sequence, Disco Freestyle, Rock 'n' Roll, Country & Western, Classical Greek, Tap, Modern Theatre e National. Os níveis progridem de Bronze para Prata, Ouro, Estrela de Ouro e prêmios mais altos para medalhas Dancesport.

### Qualificações profissionais
Os dançarinos que obtiveram aprovação no exame de alto nível em uma disciplina de dança ISTD podem progredir para o treinamento de professores com a organização. A formação de professores é fornecida através de centros de dança aprovados e consiste em exames teóricos e práticos concebidos para demonstrar a capacidade e conhecimento dos candidatos para ensinar dança. As pessoas que concluírem com sucesso o treinamento tornam-se professores registrados da ISTD e podem inscrever alunos para exames na disciplina de dança para a qual se qualificaram. Alguns professores ISTD podem progredir para aumentar ainda mais suas qualificações e obter qualificações em outros ramos da sociedade. Existem vários exames profissionais, dependendo de onde os candidatos vivem.
- Exames de Teatro da União Européia: Os professores que inscrevem candidatos para os exames ISTD precisam obter o Diploma em Instrução de Dança, seguido do Diploma em Educação de Dança e, em seguida, podem optar por progredir para Licenciatura e Bolsa.
- Exames de Teatro do Resto do Mundo: Para o resto do mundo, as qualificações são o Associate e o Associate Diploma . Os professores podem inscrever os alunos para exames após o exame de Associado e, depois de obterem o Diploma de Associado, podem optar por progredir para Licenciatura e Fellowship.
- Exames Dancesport Globais: Para todos os exames Dancesport, independentemente do país, as qualificações de Student Teacher e Associate podem ser feitas. Os candidatos dentro da União Europeia também podem fazer o Foundation in Dance Instruction e o Certificate in Dance Education em alguns gêneros de dança, se desejarem. Após o Associado, os candidatos podem optar por progredir para Licenciatura e Fellowship.
- Beryl Gray DBE, é uma ex-bailarina principal do Royal Ballet e uma artista convidada internacional que já se apresentou com companhias de balé em todo o mundo. Ela é membro da Royal Society of Arts, vice-presidente da Royal Academy of Dance e governadora da Royal Opera House . Ela é uma ex-presidente, agora presidente vitalícia honorária do ISTD.
- Peggy Spencer MBE é a atual presidente do ISTD. Ela foi dançarina de salão, treinadora, coreógrafa, organizadora e comentarista de TV para eventos de dança, e agora está aposentada do ensino ativo. Ela recebeu oito prêmios Carl Alan por seus serviços para dançar.
- Monsieur Pierre e Doris Lavelle visitaram Cuba e, conseqüentemente, revisaram o ensino da 'rumba' e cha-cha-cha ao estilo cubano. Suas revisões foram incorporadas ao atual estilo internacional de dança latino-americana.[7] Pierre foi a influência mais importante no estabelecimento das danças latinas na Inglaterra.
- Doreen Bird foi bolsista, examinadora, palestrante, membro do comitê e do conselho da ISTD e foi influente no ramo de dança teatral moderna da organização. Bird é mais conhecido como o fundador e ex-diretor do Doreen Bird College of Performing Arts (agora Bird College), uma das principais faculdades de dança e artes cênicas do Reino Unido, com ex-alunos trabalhando em todo o mundo, incluindo membros do elenco de musicais do West End e da Broadway . . A faculdade também é um centro aprovado para treinamento de professores ISTD.
- Betty Laine OBE é uma ex-dançarina profissional e professora, e é membro, examinadora, conferencista, comitê e membro do conselho da ISTD. Laine é mais conhecido como o diretor fundador da Laine Theatre Arts, uma das principais faculdades de dança e artes cênicas do Reino Unido, com ex-alunos trabalhando em todo o mundo, incluindo membros do elenco de musicais do West End e da Broadway . A faculdade também é um centro aprovado para treinamento de professores ISTD.O teste internacional é formado pelas seguintes etapas:[8]

Testes introdutórios
- Teste Sub 6 (Under 6 Test) 1, 2, 3, 4;
- Sub 8 (Under 8 Test) 1, 2, 3, 4;
- De Dança Social (Social Dance Test) 1, 2, 3, 4;

Formação Fundamental
- Teste Nível Pré-Bronze (1, 2, 3 e, 4): são testes que podem ser realizadas por qualquer idade e em qualquer dança da lista, onde a dança apresenta conhecimento técnico básico;
- Bronze 1 (Bronze 2 - suplementar): é um exame técnico onde a pessoa deve apresentar rigor técnico como: colocação dos pés, ação rítmica, postura correcta, transporte de peso e, apresentar característica da dança. Uma sequência ou qualquer ritmo da lista, com tempo máximo 2 minutos e ½, ou seja, dança de salão/latim/sequência;

- Prata (Silver): é continuação do bronze com maior nível de precisão técnica e desempenho, sendo é formado por três danças. Uma sequência de no mínimo dois ritmos, com tempo máximo 2 minutos e ½, por exemplo Valsa e Quickstep; Rumba e Jive;

- Ouro (Gold): este teste completa a formação fundamental do dançarino (com todas as bases do rigor técnico), sendo é formado por quatro danças, com tempo máximo 3 minutos

Prêmios superiores
- Estrelas Douradas 1, 2, 3 (Gold Stars): este prêmio é formado por 5 danças, com uma alta precisão técnica, estilo e expressão do ritmo.[9] Deve apresentar a progressão gradual em direção ao Supremo Award. Nos primeiros vinte segundos de cada rotina, três figuras do programa devem ser apresentadas, em Estrela Dourada 1 são 3 figuras do programa de bronze; em Estrela Dourada 2 são 3 figuras da prata; em Estrela Dourada 3 são 3 figuras do ouro;
- Prêmio Supremo (Supreme Award): o maior prêmio, com máxima precisão técnica e expressão do ritmo. O supremo é formado por 5 danças.

Prêmios suplementares
- Prêmio Imperial de Dança 1, 2, 3 (Imperial Dance Awards): são prêmios opcionais que seguem a Estrela Dourada e, possuem o mesmo intervalo de tempo entre testes. Este prêmio é formado por 5 danças.
- Prêmio Anual (Annual Award): premiação que incentiva os candidatos a manter um padrão de dança supremo. Este ocorre duas vezes ao ano.